# Žerađe
Žerađe (Servisch cyrillisch Жерађе) is een plaats in de Servische gemeente  Raška. De plaats telt 151 inwoners (2002).